# Chagas Freitas

Chagas Freitas

Antônio de Pádua Chagas Freitas, bekannt als Chagas Freitas, (* 4. März 1914 in Rio de Janeiro; † 30. September 1991 ebenda) war ein brasilianischer Journalist und Politiker. Er war von 1971 bis 1975 Gouverneur des Bundesstaates Guanabara und von 1979 bis 1983 der 52. Gouverneur des Bundesstaates Rio de Janeiro.
Sein Name wurde als chaguismo ein Synonym für Vetternwirtschaft.

## Leben
Sein Vater war der Richter Antônio José Ribeiro de Freitas Júnior, seine Mutter Maria Eugênia Chagas Freitas. Ein Onkel mütterlicherseits war der Mediziner Carlos Chagas. Er studierte mit Abschluss im Jahr 1935 Rechtswissenschaften an der Universidade Federal do Rio de Janeiro. Zum Ende des Estado Novo wandte er sich dem Journalismus und der Politik zu. Er war in den União Democrática Nacional (UDN) eingetreten, wobei er dem Beispiel von Ademar de Barros folgte, seinem Partner und politischen Verbündeten. Er leitete dessen Abendzeitung A Notícia und gründete 1951 die Morgenzeitung O Dia.

## Politische Laufbahn
Mehrfach wurde er als Bundesabgeordneter in die Abgeordnetenkammer des Nationalkongresses gewählt.
Vom 15. März 1971 bis 15. März 1975 war er in Nachfolge von Negrão de Lima der letzte Gouverneur des Bundesstaates Guanabara, sein Vizegouverneur war Erasmo Martins Pedro. Er war der einzige Gouverneur, der während der Militärdiktatur aus der Opposition gewählt wurde. Gouverneur des Bundesstaates Rio de Janeiro war er vom 15. März 1979 bis 15. März 1983.